# Siedlce (Gdańsk)
Pour les articles homonymes, voir Siedlce (homonymie).
Siedlce est un arrondissement de Gdańsk situé à ouest du centre de la ville, et compte environ 14 359 habitants. C'est un quartier d'habitation qui a été construit au long de la route vers la ville de Kartuzy (actuelle rue Kartuska).

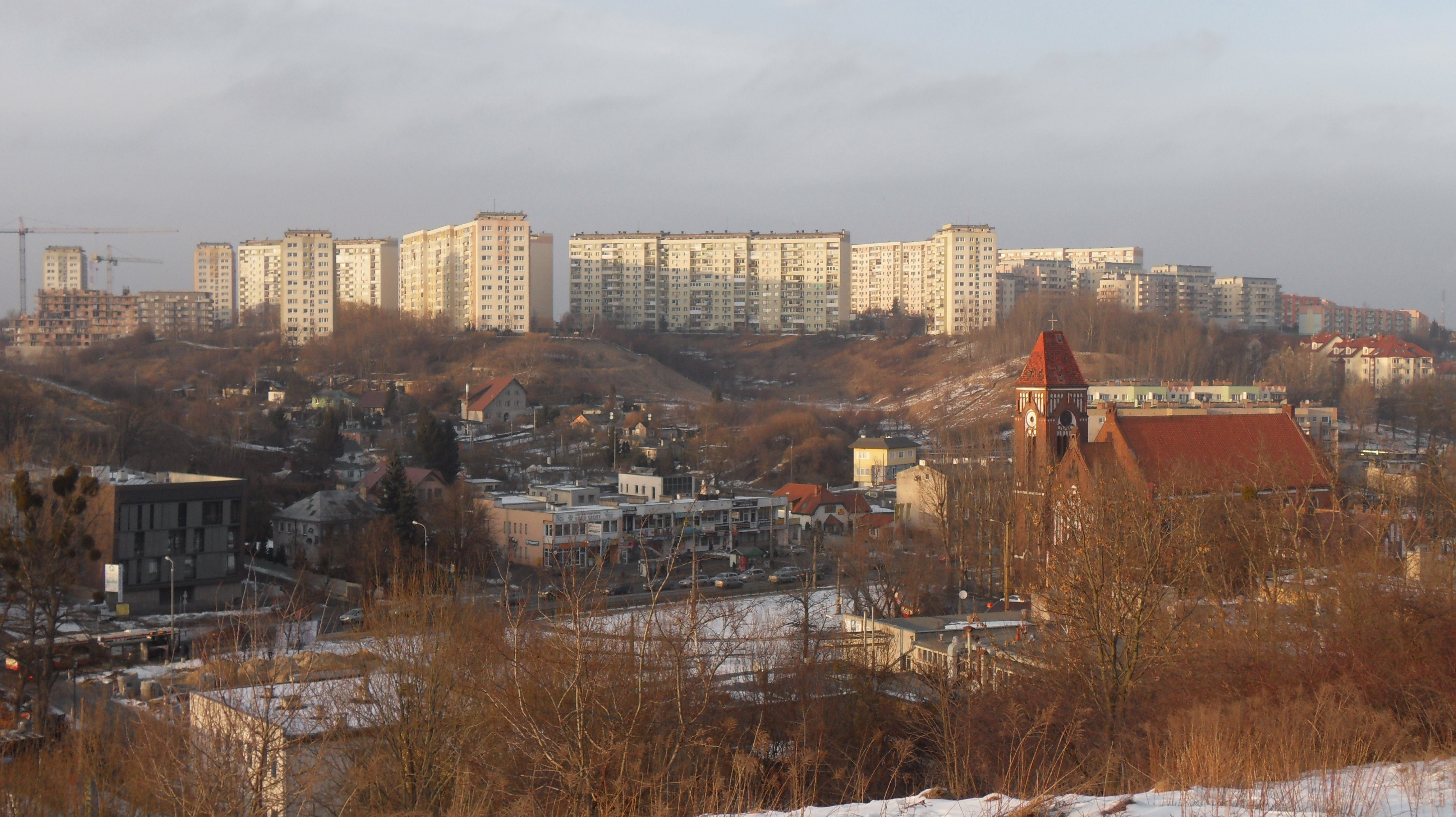
Dans la vallée la partie ouest du quartier.
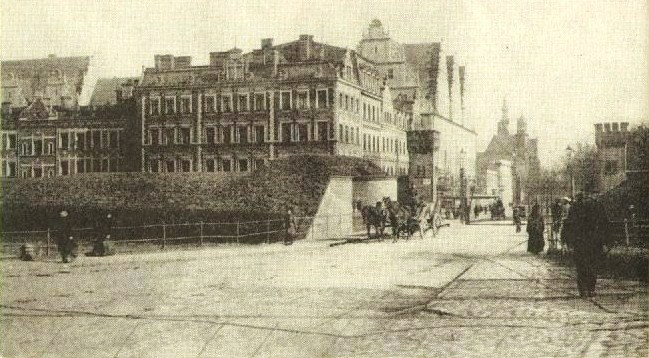
La porte de sortie de la ville de Gdańsk vers Siedlce en 1895.
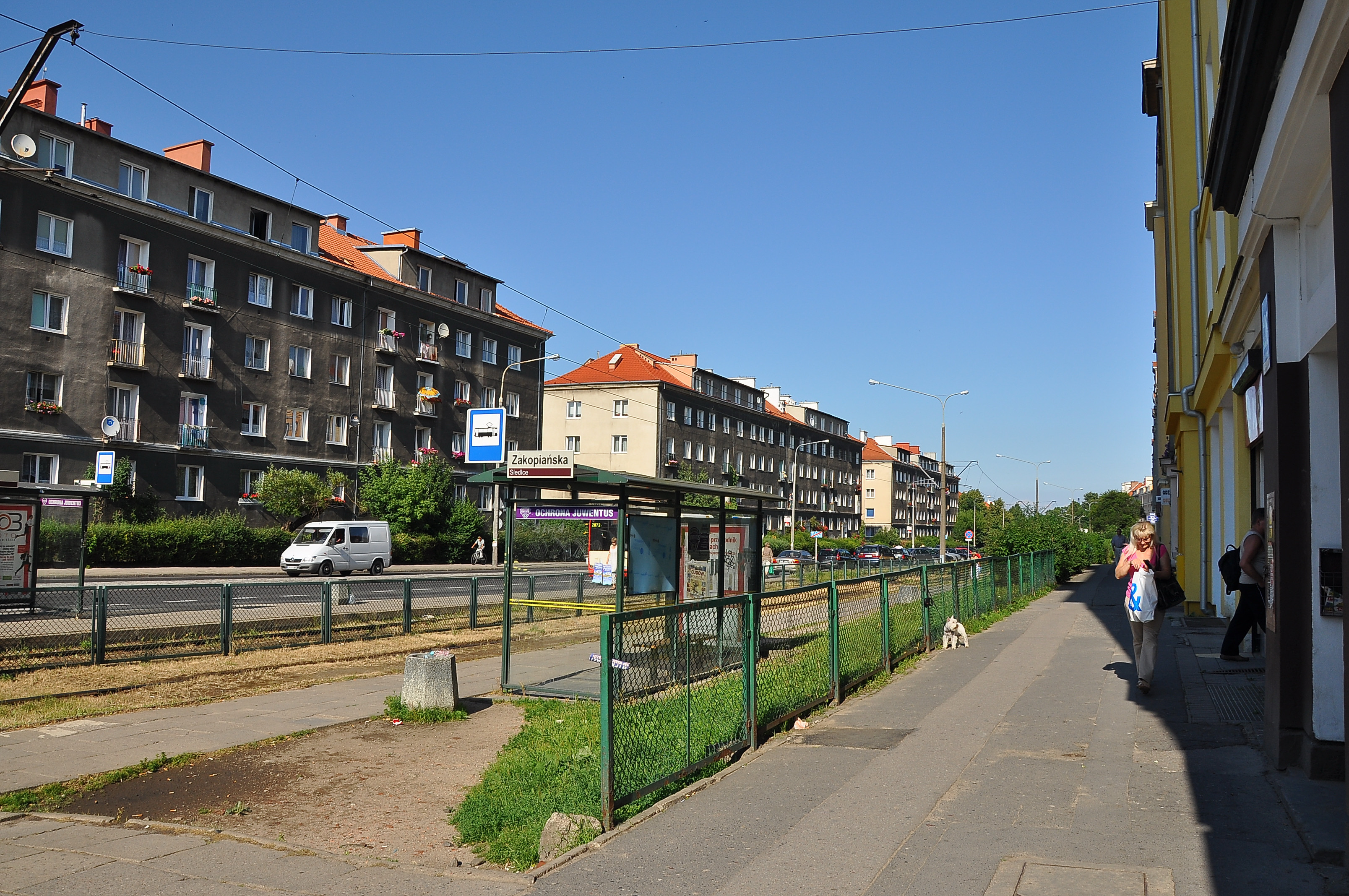
Rue Kartuska.
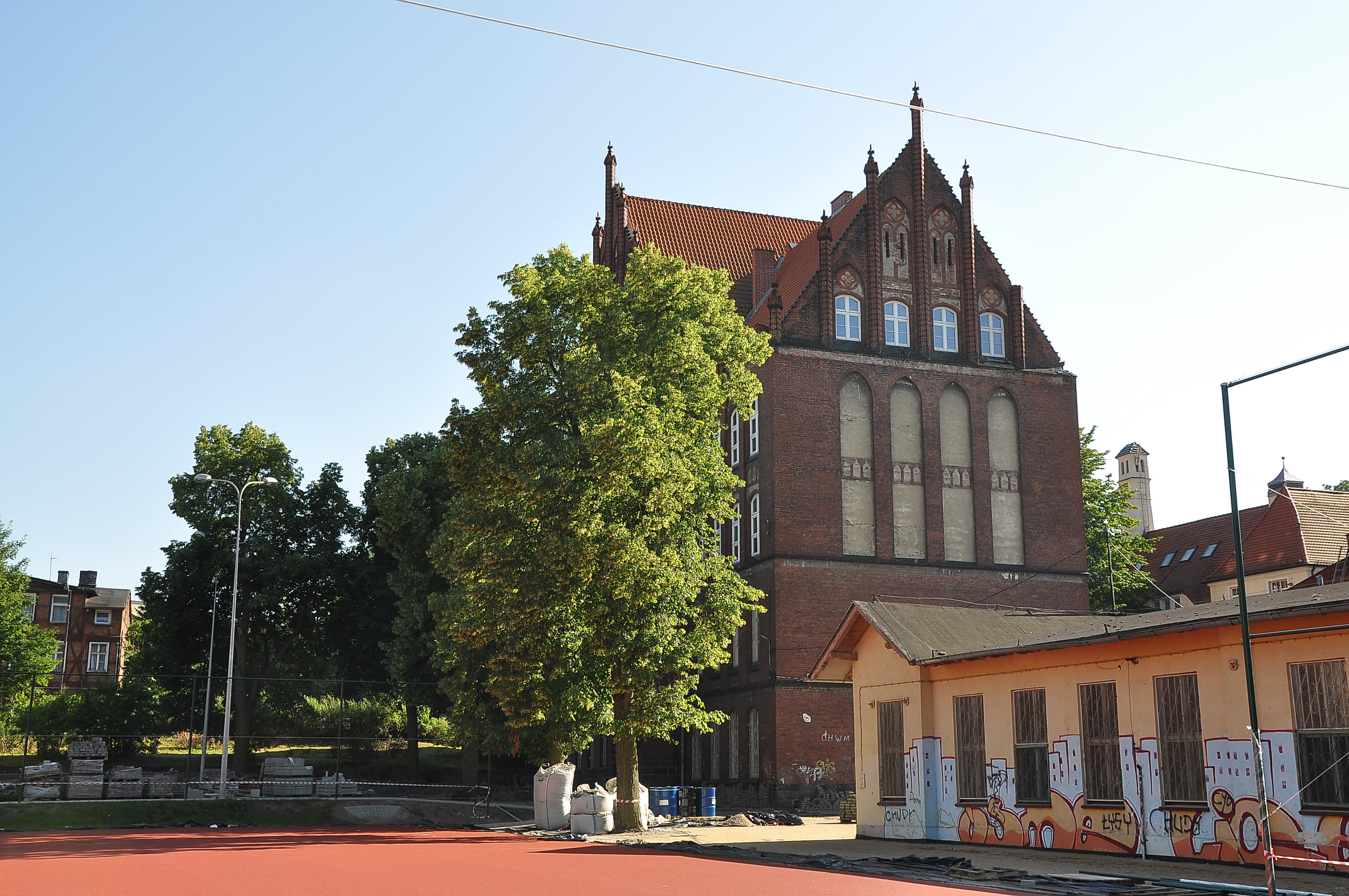
Les bâtiments du VIII Lycée de Gdansk classés monument historique.